# Reverse Address Resolution Protocol
Reverse Address Resolution Protocol (RARP) è un protocollo usato per risalire all'indirizzo IP conoscendo l'indirizzo fisico (indirizzo MAC). È un protocollo della suite di protocolli Internet che opera a livello di accesso alla rete e che traduce gli indirizzi ethernet in indirizzi IP, quindi svolge in pratica l'operazione inversa rispetto al protocollo di risoluzione degli indirizzi (ARP).
Il RARP consente anche ad un host di ottenere il proprio indirizzo IP all'accensione chiedendolo, in modalità broadcast, agli altri host connessi alla rete. In genere la richiesta arriva ad un server RARP che contiene l'indirizzo di risposta nei propri file di configurazione.
Ormai è reso obsoleto dal BOOTP e dal suo successore DHCP più ricchi di funzionalità.
RARP è descritto nel RFC 903.